# Левин, Леонид Тихонович
Леонид Тихонович Левин (Леон Танхелевич) (1869, Высоко-Литовск, Гродненская губерния — 1944, Ташкент) — советский оториноларинголог. Доктор медицины (1902), заслуженный деятель науки РСФСР (1935).

## Биография
В 1894 окончил медицинский факультет Киевского университета. В 1896—1901 годах находился на усовершенствовании за границей, затем был ассистентом, а с 1908 года — доцентом Клинического института усовершенствования врачей в Петербурге. В 1902 защитил докторскую диссертацию об изменениях слухового органа при дифтерии.
С 1914 — профессор Психоневрологического института.
С 1917 — заведующий кафедрой оториноларингологии Ленинградского института усовершенствования врачей, где работал до конца жизни.
Во время Великой Отечественной войны, с 1941 года, в составе института находился в эвакуации в Ташкенте.
Скоропостижно скончался в 1944 году в Ташкенте после выступления в качестве официального оппонента на защите диссертации.
Похоронен на Сестрорецком кладбище.

## Научная деятельность
Опубликовал свыше 60 научных работ. Им разработан оригинальный метод общеполостной радикальной операции уха, модифицирован способ вскрытия лабиринта и предложен ряд инструментов для выполнения этих операций.
Создал капитальное 3-томное руководство по хирургическим болезням уха; оно выдержало несколько изданий (1928, 1936—1937, 1948).
Создал школу оториноларингологов преимущественно хирургического направления.
По инициативе Левина было создано Петербургское оториноларингологическое общество (1906). Им был организован научный журнал «Ежемесячник ушных, носовых и горловых болезней», переименованный позднее в «Русскую оториноларингологию».
Научные труды
- «О состоянии слухового органа при дифтерии» (1902)
- «О выборе способа лечения при остром тонзиллогенном сепсисе» (1935)
- «Хирургические болезни уха и их оперативное лечение» книги 1-2 (1936—1937).

Имя Левина было присвоено клинике оториноларингологов Ленинградского ГИДУВа (реорганизован в 2011 году).